# 淺田葉子
淺田葉子（日語：浅田 葉子，1969年5月23日—），日本女性配音員。出身於兵庫縣。81 Produce所屬。身高150cm。O型血。

## 來歷
從小很喜歡看動畫，高中時加入了話劇社，對舞台也產生興趣。
於考慮未來職業時，因為覺得自己喜歡動畫，而決定要成為配音員。
當時崇拜的配音員是戶田惠子和鈴木清信。
代代木動畫學院第1期生。

## 人物
負責各種動畫角色的聲音。
曾和豐嶋真千子、小西寬子、芝原千彌子、岡田加奈子共5人以Radish Roxs的名義活動。
興趣、特長：讀書、滑雪。擅長方言：關西方言。

## 演出
粗體字表示主要角色。

### 電視動畫
1994年
- 超時空要塞7（新人女性B）

1995年
- 愛天使傳說（女學生、夥伴）
- 小紅豆（小孩）
- H2（小孩）
- 酷媽寶貝蛋（小孩）
- 宇宙小毛球（女性、客人）
- （少女）

1996年
- 愛麗絲 in Cyberland（日语：ありす in Cyberland）（水無月愛麗絲）
- 奧運高手（女學生、女孩子 等）
- 逮捕令（篠原廣美）
- 爆走兄弟Let's & Go!!（小孩A）

1997年
- 救生戰士名乃節電器（惠）
- 秀逗魔導士TRY（燒烤鳥肉）
- 神奇寶貝（牡丹）
- 夢之蠟筆王國（娜卡卡）

1998年
- Weiß kreuz（葉月緣）
- 男女蹺蹺板（老師、音樂老師）
- 玲音（瑞城亞利絲）
- 太陽之子 (BS版)（萊娜）
- Night Walker 深夜中的偵探（日语：Night Walker -真夜中の探偵-）（友人）
- 爆走兄弟Let's & Go!! MAX（幸直）

1999年
- 一發危機娘（日语：イッパツ危機娘）（琳達、TEL聲音）
- KAIKAN指令（日语：快感・フレーズ）（麻美子）
- 葛瑞哥來驚悚秀（日语：GREGORY HORROR SHOW）（輪盤小僧）
- 麻煩巧克力（日语：トラブルチョコレート）（岩名）
- D4公主朵莉絲（愛野望）
- 狂野歷險 Twilight Venom（妮莎）

2000年
- 名偵探柯南（2000年－2005年，石黑路子、店員）

2001年
- 心之圖書館（水元來華）
- 大～集合！小魔女DoReMi（鬼怪）
- 數碼寶貝03馴獸師之王（加藤樹莉）

2002年
- 數碼寶貝04無限地帶（小狗獸）
- 神奇寶貝Side Story（牡丹）

2004年
- 今日大魔王！（羅傑）

2005年
- ARIA The ANIMATION（星野明子）
- 甲蟲王者 森林居民的傳說（寄生森林居民）

2006年
- 戀愛天使安琪莉可系列（2006年－2007年，聖獸女王安琪莉可）2系列

2010年
- Heartcatch 光之美少女！（柴田里莎、典子老師）

### 電影動畫
2002年
- 極速戰警eX-D the movie（日语：エクスドライバー）（遠藤羅娜）
- 劇場版 數碼寶貝03馴獸師之王：暴走數碼寶貝特急[錨點失效]（加藤樹莉）

### OVA
1994年
- 超時空要塞Plus

1995年
- Idol Project（日语：アイドルプロジェクト）（經理）
- 戰少女（女高中生A）
- 黃金小子（小孩〈女孩子〉）
- 妖精姬（日语：妖精姫レーン）

1996年
- （高倉亞紀）
- Ninja者（日语：Ninja者）（稻葉）
- 我的真理美眉（日语：ぼくのマリー）（真理）

1997年
- 愛麗絲 in Cyberland（日语：ありす in Cyberland）（水無月愛麗絲）
- Jaja馬！四重奏（日语：Jaja馬!カルテット）（卡薩·克勞勃17世）
- 魔法騎士（女子B）

1999年
- 同級生2 Special 卒業生（杉本櫻子）

2000年
- 極速戰警eX-D（日语：エクスドライバー）（遠藤羅娜）
- 創世聖紀Devadasy（日语：創世聖紀デヴァダシー）（若緒潮）
- 藍色樂章（杉野治美）

2001年
- 安琪莉可 ～從聖地獻上愛～（日语：アンジェリーク トロワ）（新宇宙女王安琪莉可）

### 遊戲
1992年
- 露娜 銀河之星（米雅·歐薩）

1996年
- 亞克傳承II（莉莎）
- 愛麗絲 in Cyberland（日语：ありす in Cyberland）（水無月愛麗絲）
- Guardian Recall ～守護獸召喚～（飛知和景子、平泉露莉）
- （冬野霞）

1997年
- 同級生2（加藤實）[注 1]
- Puchi Carat（日语：プチカラット）
- 悠久幻想曲（日语：悠久幻想曲）系列（蒂亞娜·雷尼）
- Photogenic（日语：フォトジェニック (ゲーム)）（牧野博人）
- 夢幻模擬戰系列IV（賽蓮娜將軍）
- 龍機傳承2（普魯姆·瑪爾菲魯、莎蒂雅）

1998年
- 神佑擂台（蒂法·洛克哈特）[注 2]
- 金田一少年之事件簿2 地獄遊樂園殺人事件（哀川笑美）
- 初吻☆物語（日语：ファーストKiss☆物語）（藤澤舞）
- 公主戰記（日语：プリンセスクエスト）（威爾）
- （茅野千秋）

1999年
- 侍魂新章 ～劍客異聞錄 甦醒的蒼紅之刃～（吉野凛花）
- 真·魔裝機神PANZER WARFARE（日语：真・魔装機神 PANZER WARFARE）（嘉莉·諾瓦克）
- 真愛故事2（日语：トゥルー・ラブストーリー#トゥルーラブストーリー2）（中里佳織）

2000年
- FRIENDS ～閃耀的青春～（日语：同窓会 (ゲーム)#同窓会 -Yesterday Once More-）（青木桃子）
- 來玩麻雀吧！2（蜜瓜畑桃實）
- UNiSON（日语：UNiSON）（莎拉）

2001年
- Missing Blue（日语：Missing Blue）（瑪莉）

2003年
- 安琪莉可 Etoile（日语：アンジェリーク エトワール）（聖獸女王安琪莉可〈安琪莉可·科瑞特〉）

2005年
- （水島美羅）

2006年
- 閃亮明星之路猜謎（日语：きらめきスターロード♪イントロ倶楽部♪）（帕特拉子）

2009年
- 露娜 銀河之星 ～銀白星球的和聲～（米雅·歐薩）

### CD
- Arc The Lad II 炎之艾露可（日语：アークザラッドII）（莉莎）
- 我的真理美眉（日语：ぼくのマリー）（真理）
- 數碼寶貝03馴獸師之王 Best Tamers (4)加藤樹莉&獅子獸
- Hello Jelly beans[注 3]
- （雙子座）
- Way to go！（Radish Roxs名義）
- （Radish Roxs名義）
- 廣播劇CD 出雲傳奇 音盤物語（日语：八雲立つ#ドラマCD）（莉茶）

### 外語配音

#### 動畫
- 鋼鐵人（瑞秋·喬易士）
- 忍者龜 (1987年東京電視台版)（卡拉、老奶奶）

### 廣播節目
- 春菜的正因為是戲劇性的晚上（日语：ドラマチックな夜だから#春菜のドラマチックな夜だから）（東海電台：1996年4月－10月）
- 淺田葉子的魅力電台之夜

### 電視節目
- 那些我們聽過的歌（日语：あの歌がきこえる）（聲音出演）

### 電影
- 搖滾狂人（日语：WiLD ZERO）（飛雄的聲音）

### 舞台
- 「銀河鐵道之夜」（2010年）
- 「土神與狐狸」（2012年）

### 其它
- 茉莉花之劍（三峯茉莉花）

## 腳註

## 外部連結
- 81 Produce公式官網的聲優簡介 （页面存档备份，存于） （日語）
- 淺田葉子 （页面存档备份，存于） （日語）－oricon
- 淺田葉子 （页面存档备份，存于） （日語）電影.com（日语：映画.com）
- 淺田葉子檔案資料庫 （日語）